# Phygadeuon pisinnus
Phygadeuon pisinnus là một loài tò vò trong họ Ichneumonidae.